# 65e Grammy Awards

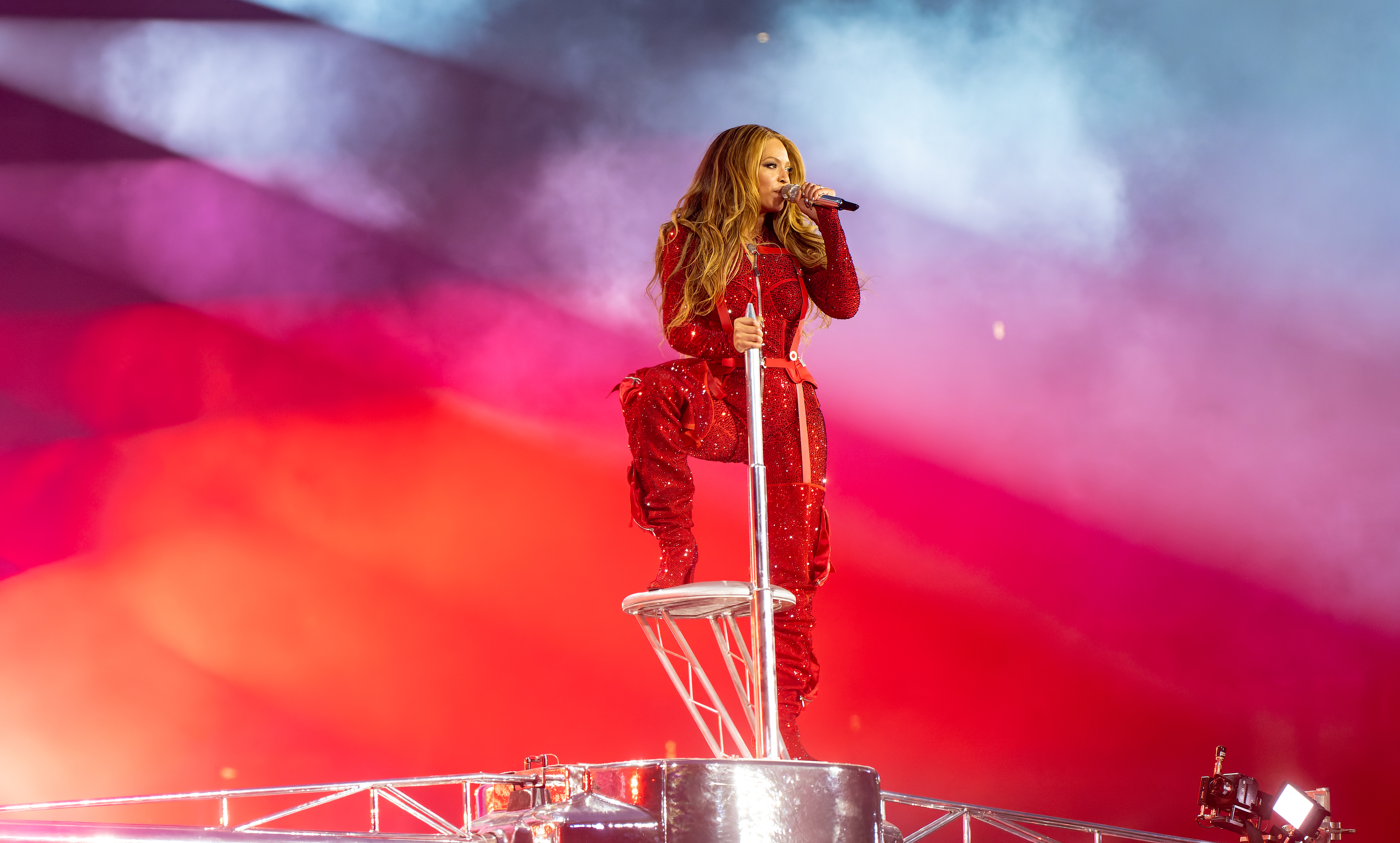
Beyoncé was de grote winnares, en verkreeg in haar carrière een recordaantal 32 Grammy's.

De 65e jaarlijkse Grammy Awards-ceremonie vond plaats in de Crypto.com Arena in Los Angeles op 5 februari 2023. Muziek die gemaakt werd tussen 1 oktober 2021 en 30 september 2022 maakte kans op een nominatie. De nominaties werden op 15 november 2022 bekendgemaakt. 
Beyoncé bracht haar totaal aantal nominaties naar 88, waarmee ze net als haar man Jay-Z 88 nominaties op de teller heeft, daarmee zijn ze de meest genomineerde artiesten ooit.
Beyoncé nam vier prijzen mee naar huis, allemaal in dance- en R&B-categorieën. Hiermee bracht ze haar totaal op 32 Grammy Awards, waarmee ze de Hongaars-Britse dirigent Georg Solti inhaalde als artiest met de meeste Grammy Awards ooit. Naast Beyoncé behoorde ook Harry Styles tot de grote winnaars. Zijn album Harry's House won zowel de prijs voor Album of the Year als Best Pop Vocal Album. Lizzo die vijf maal genomineerd werd, won de andere hoofdprijs voor Record of the Year voor het nummer About Damn Time.

## Winnaars

### Algemeen
- Record of the Year
  - "About Damn Time" - Lizzo (Ricky Reed & Blake Slatkin, producers; Patrick Kehrier, Bill Malina & Manny Marroquin, technici/mixers; Emerson Mancini, mastering engineer)
- Album of the Year
  - Harry's House - Harry Styles (Tyler Johnson, Kid Harpoon & Sammy Witte, producers; Jeremy Hatcher, Oli Jacobs, Nick Lobel, Spike Stent & Sammy Witte, technici/mixers; Amy Allen, Tobias Jesso, Jr., Tyler Johnson, Kid Harpoon, Mitch Rowland, Harry Styles & Sammy Witte, componisten; Randy Merrill, mastering engineer)
- Song of the Year
  - Bonnie Raitt (componist) voor Just Like That, uitvoerende: Bonnie Raitt
- Best New Artist
  - Samara Joy

### Pop
- Best Pop Solo Performance
  - "Easy On Me" - Adele
- Best Pop Duo/Group Performance
  - "Unholy" - Sam Smith & Kim Petras
- Best Traditional Pop Vocal Album
  - "Higher" -  Michael Bublé
- Best Pop Vocal Album
  - "Harry's House" - Harry Styles

### Dance/Electronic
- Best Dance/Electronic Recording
  - "Break My Soul" - Beyoncé (Beyoncé, Terius "The-Dream" Gesteelde-Diamant, Jens Christian Isaksen & Christopher "Tricky" Stewart, producers; Stuart White, mixer)
- Best Dance/Electronic Music Album
  - "Renaissance" - Beyoncé

### Contemporary Instrumental Music
- Best Contemporary Instrumental Album
  - "Empire Central" - Snarky Puppy

### Rock
- Best Rock Performance
  - "Broken Horses" - Brandi Carlile
- Best Metal Performance
  - "Degradation Rules" - Ozzy Osbourne ft. Tommy Iommi
- Best Rock Song
  - Brandi Carlile, Phil Hanseroth & Tim Hanseroth (componisten) voor Broken Horses, uitvoerende: Brandi Carlile
- Best Rock Album
  - "Patient Number 9" - Ozzy Osbourne

### Alternative
- Best Alternative Music Performance
  - "Chaise Longue" - Wet Leg
- Best Alternative Music Album
  - "Wet Leg" - Wet Leg

### R&B
- Best R&B Performance
  - "Hrs & Hrs" - Muni Long
- Best Traditional R&B Performance
  - "Plastic Off the Sofa" - Beyoncé
- Best R&B Song
  - Denisia "Blu June" Andrews, Beyoncé, Mary Christine Brockert, Brittany "Chi" Coney, Terius "The-Dream" Gesteelde-Diamant, Morten Ristorp, Nile Rodgers & Raphael Saadiq (componisten) voor Cuff It, uitvoerende: Beyoncé
- Best Progressive R&B Album
  - "Gemini Rights" - Steve Lacy
- Best R&B Album
  - "Black Radio III" - Robert Glasper

### Rap
- Best Rap Performance
  - "The Heart Part 5" - Kendrick Lamar
- Best Melodic Rap Performance
  - "Wait For U" - Future ft. Drake & Tems
- Best Rap Song
  - Jake Kosich, Johnny Kosich, Kendrick Lamar & Matt Schaeffer (componisten) voor The Heart Part 5, uitvoerende: Kendrick Lamar
- Best Rap Album
  - "Mr Morale & The Big Steppers" - Kendrick Lamar

### Country
- Best Country Solo Performance
  - "Live Forever" - Willie Nelson
- Best Country Duo/Group Performance
  - "Never Wanted To Be That Girl" - Carly Pearce & Ashley McBryde
- Best Country Song
  - Matt Rogers & Ben Stennis (componisten) voor 'Till You Can't, uitvoerende; Cody Johnson
- Best Country Album
  - "A Beautiful Time" - Willie Nelson

### New Age
(incl. Ambient en Chant)
- Best New Age, Ambient or Chant Album
  - "Mystic Mirror" - White Sun

### Jazz
- Best Improvised Jazz Solo
  - "Endangered Species" - Wayne Shorter & Leo Genovese (solist)
- Best Jazz Vocal Album
  - "Linger Awhile" - Samara Joy
- Best Jazz Instrumental Album
  - "New Standards Vol. 1" - Terri Lyne Carrington, Kris Davis, Linda May Han Oh, Nicholas Payton & Matthew Stevens
- Best Large Jazz Ensemble Album
  - "Generation Gap Jazz Orchestra" - Steven Feifke, Bijon Watson & the Generation Gap Jazz Orchestra
- Best Latin Jazz Album
  - "Fandango at the Wall in New York" - Arturo O'Farrill & The Afro Latin Jazz Orchestra ft. The Congra Patria Son Jarocho Collective

### Gospel/Contemporary Christian Music
- Best Gospel Performance/Song
  - "Kingdom" - Maverick City Music & Kirk Franklin (uitvoerenden); Kirk Franklin, Jonathan Jay, Chandler Moore & Jacob Poole (componisten)
- Best Contemporary Christan Music Performance/Song
  - "Fear is not My Future" - Maverick City Music & Kirk Franklin (uitvoerenden); Kirk Franklin, Nicole Hannel, Jonathan Jay, Brandon Lake & Hannah Shackelford (componisten)
- Best Gospel Album
  - "Kingdom Book One Deluxe" - Maverick City Music & Kirk Franklin
- Best Contemporary Christian Music Album
  - "Breathe" - Maverick City Music
- Best Roots Gospel Album
  - "The Urban Hymnal" - Tennessee State University Marching Band

### Latin
- Best Latin Pop Album
  - "Pasieros" - Ruben Bladés & Boca Livre
- Best Mùsica Urbana Album
  - "Un Verano Sin Ti" - Bad Bunny
- Best Latin Rock or Alternative Album
  - "Motomami" - Rosalía

- Best Regional Mexican Music Album (incl. Tejano)
  - "Un Canto Por México - El Musical" - Natalia Lafourcade
- Best Tropical Latin Album
  - "Pa'lla Voy" - Marc Anthony

### American Roots Music
- Best American Roots Performance
  - "Stompin' Ground" - Aaron Neville & the Dirty Dozen Brass Band
- Best Americana Performance
  - *Mad Up Mind" - Bonnie Raitt
- Best American Roots Song
  - Bonnie Raitt (componist) voor Just Like That, uitvoerende: Bonnie Raitt
- Best Americana Album
  - "In These Silent Days" - Brandi Carlile
- Best Bluegrass Album
  - "Crooked Tree" - Molly Tuttle & Golden Highway
- Best Traditional Blues Album
  - "Get on Board" - Taj Mahal & Ry Cooder
- Best Contemporary Blues Album
  - "Brother Johnny" - Edgar Winter
- Best Folk Album
  - "Revealer" - Madison Cunningham
- Best Regional Roots Music Album
  - "Live at the 2022 New Orleans Jazz & Heritage Festival" - Ranky Tanky

### Reggae
- Best Reggae Album
  - "The Kalling" - Kabaka Pyramid

### Global Music
(voorheen Wereldmuziek)
- Best Global Music Performance
  - "Bayette" - Wouter Kellerman, Zakes Bantwini & Nomcebo Zikode
- Best Global Music Album
  - "Sakura" - Masa Takumi

### Kinderrepertoire
- Best Children's Music Album
  - "The Movement" - The Alphabet Rockers

### Gesproken Woord
- Best Audio Book, Narration and Storytelling Recording
  - "Finding Me" - Viola Davis
- Best Spoken Word Poetry Album
  - "The Poet Who Sat by The Door" - J. Ivy

### Comedy
- Best Comedy Album
  - "The Closer" - Dave Chapelle

### Musical
- Best Musical Theater Album
  - "Into the Woods (2022 Broadway Cast Recording)" - Sara Bareilles, Brian d'Arcy James, Patina Miller & Phillipa Soo (solisten); Rob Berman & Sean Patrick Flahaven (producers) (uitvoerenden: 2022 Broadway Cast)

### Music for Visual Media
(Soundtracks voor o.a. films, tv, games, etc.)
- Best Compilation Soundtrack for Visual Media
  - "Encanto" - Mike Elizondo, Tom MacDougall & Lin-Manuel Miranda (compilation producers) (uitvoerenden: Encanto Cast)
- Best Score Soundtrack for Visual Media (incl. Film en tv)
  - Germaine Franco (componist) voor Encanto
- Best Score Soundtrack for Video Games and Other Interactive Media
  - Stephanie Economou (componist) voor Assassin's Creed Valhalla: Dawn Of Ragnarok
- Best Song Written For Visual Media
  - Lin-Manuel Miranda (componist) voor We Don't Talk About Bruno, uitvoerenden: Carolina Gaitán - La Gaita, Mauro Castillo, Adassa, Rhenzy Feliz, Diane Guerrero, Stephanie Beatriz & Encanto - Cast

### Compositie en arrangementen
- Best Instrumental Composition
  - Geoffrey Keezer (componist) voor Refuge, uitvoerende: Geoffrey Keezer
- Best Arrangement, Instrumental or A Capella
  - John Beasley (arrangeur) voor Scrapple from the Apple, uitvoerenden: Magnus Lindgren, John Beasley & The SWR Big Band Featuring Martin Aeur
- Best Arrangement, Instrumens and Vocals
  - Vince Mendoza (arrangeur) voor Songbird (Orchestral Version), uitvoerende: Christine McVie

### Hoezen en historische uitgaven
- Best Recording Package (beste hoes)
  - "Beginningless Beginning" - Chun-Tien Hsia & Qing -Yang Xiao (ontwerpers) (uitvoerenden: Tamsui-Kavalan Chinese Orchestra)
- Best Boxed or Special Limited Edition Package
  - Lisa Glines, Doran Tyson & Dave Van Patten (ontwerpers) voor In And Out Of The Garden: Madison Square Garden ’81 ’82 ’83, uitvoerenden: Grateful Dead
- Best Album Notes
  - Bob Mehr (schrijver) voor  Yankee Hotel Foxtrot (20th Anniversary Super Deluxe Edition), uitvoerenden: Wilco
- Best Historical Album
  - Cheryl Pawelski & Jeff Tweedy, compilation producers; Bob Ludwig, mastering engineer voor Yankee Hotel Foxtrot (20th Anniversary Super Deluxe Edition), uitvoerenden: Wilco

### Songwriting
- Songwriter of the Year, Non-Classical
  - Tobias Jesso Jr.

### Productie en techniek
- Producer of the Year, Non-Classical
  - Jack Antonoff
- Best Engineered Album, Non-Classical
  - Jeremy Hatcher, Oli Jacobs, Nick Lobel, Mark "Spike" Stent & Sammy Witte, technici; Randy Merrill, mastering engineer voor Harry's House, uitvoerende: Harry Styles
- Best Remixed Recording
  - Purple Disco Machine (remixers) voor About Damn Time (Purple Disco Machine Remix) , uitvoerende: Lizzo
- Best Immersive Audio Album
  - Eric Schilling, immersive mix engineer; Stewart Copeland, Ricky Kej & Herbert Waltl, immersive producers voor Divine Tides, uitvoerenden: Stewart Copeland & Rickey Kej
- Best Engineered Album, Classical
  - Shawn Murphy, Charlie Post & Gary Rydstrom, technici; Michael Romanowski, mastering engineer voor Bates: Philharmonia Fantastique - The Making Of The Orchestra, uitvoerenden: Edwin Outwater & Chicago Symphony Orchestra
- Producer of the Year, Classical
  - Judith Sherman

### Klassiek
- Best Orchestral Performance
  - "Works By Florence Price, Jessie Montgomery, Valerie Coleman" - New York South City Symphony o.l.v. Michael Repper
- Best Opera Recording
  - "Blanchard: Fire Shut Up in My Bones" - Yannick Nézet-Séguin, dirigent; Angel Blue, Will Liverman, Latonia Moore & Walter Russell III , solisten; David Frost, producer (uitvoerenden: The Metropolitan Opera Orchestra; The Metropolitan Opera Chorus)
- Best Choral Performance
  - "Born" - Donald Nally (dirigent), The Crossing (ensemble) (solisten: Dominic German, Maren Montalbano, Rebecca Myers & James Reese)
- Best Chamber Music/Small Ensemble Performance
  - "Shaw: Evergreen" - Attacca Quartet
- Best Classical Instrumental Solo
  - "Letters For the Future" - Time For Three (solisten); Xian Zhang (dirigent) (The Philadelphia Orchestra, orkest)
- Best Classical Vocal Album
  - "Voice of Nature - The Anthropocene" - Renée Fleming (soliste); Yannick Nézet-Séguin (pianist)
- Best Classical Compendium
  - "An Adoption Story" - Starr Parodi & Kitt Wakely (uitvoerenden), Starr Parodi, Kitt Wakely & Jeff Fair (producers)
- Best Contemporary Classical Composition
  - Kevin Puts (componist) voor Puts: Contact, uitvoerenden: Time for Three, The Philadelphia Orchestra o.l.v. Xian Zhang

### Video
- Best Music Video
  - "All Too Well: The Short Film" - Taylor Swift (uitvoerende en videoregisseur), Saul Germaine (video producer)
- Best Music Film
  - "Jazz Fest: A New Orleans Story" - Frank Marshall & Ryan Suffern (videoregisseurs), Frank Marshall, Sean Stuart & Ryan Suffern (video producers), uitvoerenden: diverse artiesten

## Achtergrond
- Vijf categorieën - Best Alternative Music Performance, Best Americana Performance, Best Score Soundtrack for Video Games and Other Interactive Media, Best Spoken Word Poetry Album en Songwriter of the Year, Non-Classical - werden toegevoegd.
- Een Special Merit Award, Best Song for Social Change, werd toegevoegd. De prijs wordt bepaald door een Blue Ribbon-commissie en is bedoeld om liedjes te belonen die "lyrische inhoud bevatten die een actuele sociale kwestie aanpakt en begrip, vredesopbouw en empathie bevordert".
- Voor de categorieën Beste Opera-opname en Beste Klassieke Compendium kwamen componisten en librettisten in aanmerking voor de prijs.
- Beste New Age-album werd omgedoopt tot Beste New Age-, Ambient- of Chant-album.
- Best Spoken Word Album werd omgedoopt tot Best Audio Book, Narration & Storytelling Recording. Spoken word-poëzie komt niet langer in aanmerking voor deze prijs en wordt nu erkend in de categorie Best Spoken Word Poetry Album.

## Nederlandse en Belgische nominaties
Net zoals in 2020 is de Belgische groep Soulwax genomineerd voor de Grammy's. Ze kregen een nominatie voor hun remix van Too Late Now van Wet Leg in de categorie Best Remixed Recording.
Er zijn twee Nederlandse nominaties. Technicus Rutger van Woudenberg is genomineerd voor zijn werk op het album Adolescence van Baynk in de categorie Best Engineered Album, Non Classical. Het Metropole Orkest (o.l.v. Jules Buckley) is genomineerd in de categorie Best Global Music Album voor Between Us... (Live), uitgevoerd met Anoushka Shankar en Manu Delago.
Geen van deze nominaties werd verzilverd.

## Meeste prijzen en nominanties
 Producers, mixers
| Aantal Grammy's | Artiest             |
| --------------- | ------------------- |
| 4               | Beyoncé             |
| 4               | Maverick City Music |
| 3               | Brandi Carlile      |
| 3               | Kirk Franklin       |
| 3               | Kendrick Lamar      |
| 3               | Bonnie Raitt        |
| 3               | Harry Styles        |

| Aantal nominaties | Artiest              |
| ----------------- | -------------------- |
| 9                 | Beyoncé              |
| 8                 | Kendrick Lamar       |
| 7                 | Adele                |
| 7                 | Brandi Carlile       |
| 6                 | Mary J. Blige        |
| 6                 | DJ Khaled            |
| 6                 | Future               |
| 6                 | Randy Merrill        |
| 6                 | Harry Styles         |
| 6                 | The-Dream            |
| 5                 | Doja Cat             |
| 5                 | Lucky Daye           |
| 5                 | Șerban Ghenea        |
| 5                 | Lizzo                |
| 5                 | Jay-Z                |
| 5                 | Yannick Nézet-Séguin |
| 5                 | Maverick City Music  |